# 黒部・宇奈月温泉 やまのは
黒部・宇奈月温泉 やまのは（くろべうなづきおんせんやまのは）は、富山県黒部市宇奈月温泉にあるホテル。2015年3月13日までは、『宇奈月ニューオータニホテル』、同年3月14日から2018年9月までは『宇奈月杉乃井ホテル』という名称であった。オリックス不動産の「ORIX HOTELS & RESORTS」の一つ。
2018年9月に名称が現在の『黒部・宇奈月温泉 やまのは』に改称。2019年3月1日のリニューアル工事が完了、3月1日にリニューアルオープンした。「ORIX HOTELS & RESORTS」立ち上げ後、2022年7月の再カテゴリで旅館コレクションに分類されるようになった

## 概要
同ホテルの立地は、かつて戦前に傷痍軍人宇奈月療養所があった場所である。
峡谷を望む立地。ロビー、客室からは黒部川にかかる新旧山彦橋を見ることができる。直径約1.4mの円柱水槽を持つレストラン「Seeds（シーズ）」は富山県内最大級のバイキングレストランである。

## 沿革
- 1970年（昭和45年）7月19日 - ニューオータニ傘下のホテル「宇奈月ニューオータニホテル」として開業。
- 1987年（昭和62年）9月1日 - 改装、および地上10階建ての新館「飛鳥」オープン[6][7]。
- 1991年（平成3年）4月25日 - 3年前から進めていた改築工事が完成し、同日リニューアルオープン。従来の2部屋分を1部屋に当て、全てを出窓形式にするなど、ゆとり感と高級感を高めたのが特徴。これまでの160室800人収容から127室771人収容に減少し、宿泊料金も少し値上げとなった[8]。
- 2014年（平成26年）4月8日 - ニューオータニからオリックス不動産に譲渡[9]。
- 2015年（平成27年）3月14日 - 名称を「宇奈月ニューオータニホテル」から、「宇奈月杉乃井ホテル」にリブランド[10]。
- 2017年（平成29年）12月1日 - リニューアル工事の為休館[11]。
- 2018年（平成30年）9月 - ホテルの名称を『黒部・宇奈月温泉 やまのは』に改称。
- 2019年（平成31年）
  - 1月 - リニューアル工事完了[11]。
  - 3月1日 - リニューアルオープン。
- 2020年（令和2年）
  - 4月1日 - 宇奈月ホテルがオリックス不動産のホテル運営会社統合によりブルーウェーブに統合され、同日より運営会社がオリックス・ホテルマネジメント株式会社（同日にブルーウェーブが社名変更）へ変更[12]。

## 主な施設
- 客室数141室[13]、収容人員714人。
- カフェラウンジ「欅-KEYAKI-」
- バイキングレストラン「Seeds」[13]
- コンベンションホール、大・中宴会場、料亭街
- 大浴場「大黒部」、露天風呂「棚湯」 - 黒部峡谷に面した源泉掛け流しの温泉[13]。『宇奈月ニューオータニホテル』時代は幅20ｍの大浴場が存在していた[14]。
- クラブ「花御堂」

## アクセス
- 北陸新幹線：黒部宇奈月温泉駅から車で約20分。
- 富山地方鉄道線：宇奈月温泉駅から徒歩3分。
- 北陸自動車道：黒部ICから車で約20分。